# Menhire von Kergadiou

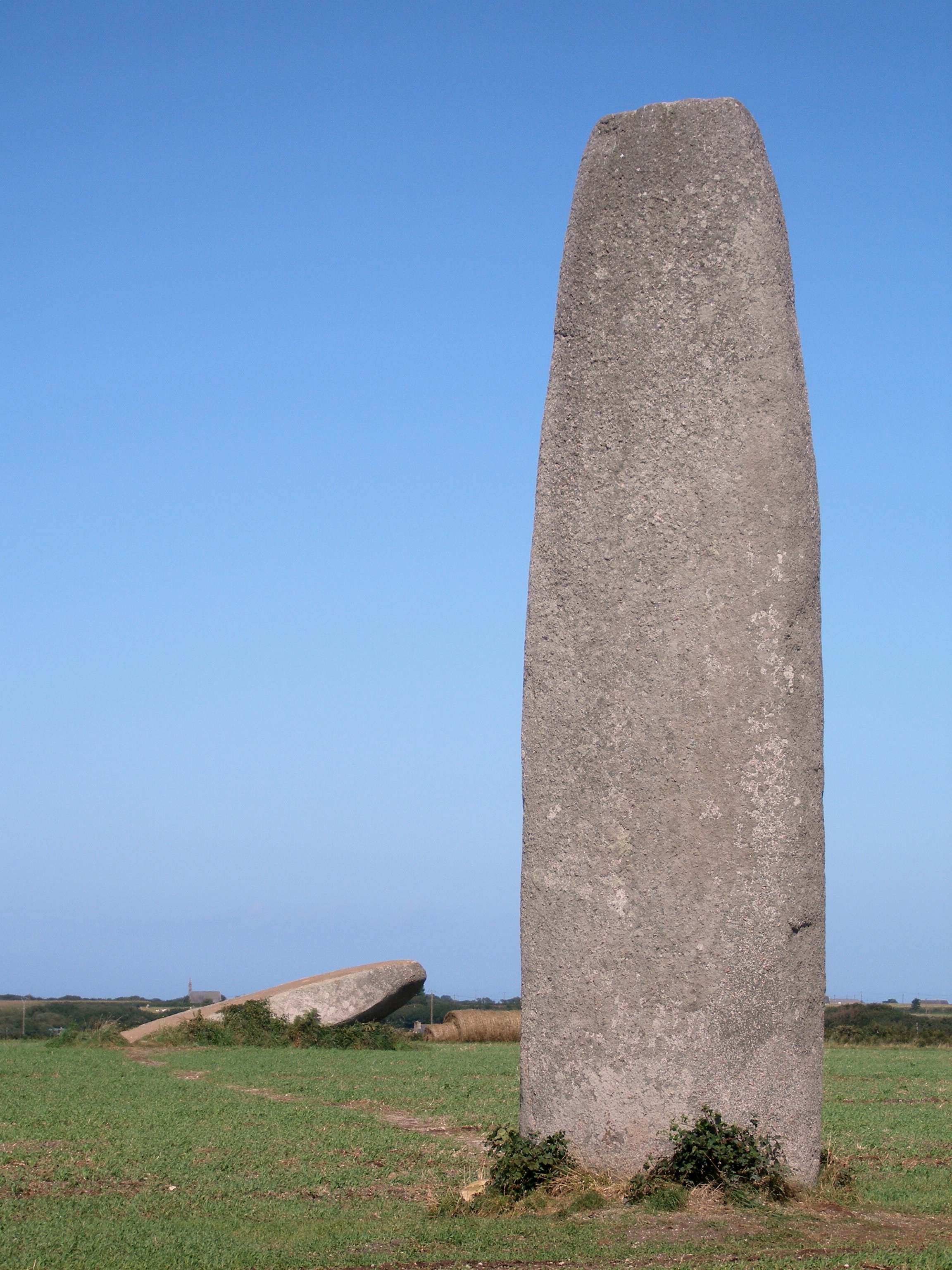
Menhire von Kergadiou

Die beiden Menhire von Kergadiou gehören zu den größten Menhiren der Bretagne und Frankreichs. Sie befinden sich nordöstlich der Mündung des Aber Ildut, in  Plourin im Département Finistère.

## Menhire
Der aufrecht stehende Menhir ist ein nahezu symmetrisch geformter und perfekt geglätteter Stein mit abgeflachter Spitze und einer Höhe von etwa 8,75 m und einem Gewicht von etwa 100 t.
Etwa 80 m nordöstlich befindet sich sein etwa 10,5 m langer Nachbar, der aber nicht (mehr) aufrecht steht, sondern sich in einem sehr flachen Winkel aus dem Erdreich erhebt. Seine extrem flache Oberseite ist geglättet, während die Unterseite rau ist, was zu der Vermutung geführt hat, dass er vielleicht nie gestanden hat und unvollendet geblieben ist. Einer alternativen Überlegung zufolge hat er aufrecht gestanden, wurde einseitig geglättet (vielleicht zur Vorbereitung für weitere Ritzungen), doch kippte er um, zerbrach aber nicht. Warum eine – im Grunde einfache – Wiederaufrichtung unterblieb, ist eine ungeklärte Frage. Der Menhir hätte aufgerichtet wahrscheinlich die gleiche Höhe wie sein Nachbar.
Zwei Großmenhire in geringem Abstand nebeneinander sind ungewöhnlich (Ausnahme: Alignement des Grand Menhir Brisé bei Locmariaquer).

## Sonstiges
Ungefähr 10 km (Luftlinie) südöstlich steht der Menhir von Kerloas.